# 石原清志
石原 清志（いしはら きよし、1919年6月18日 - 1999年12月21日）は、日本の国文学者。
岡山県岡山市生まれ。1943年京城帝国大学法文学部卒。1963年大阪市立大学大学院博士課程満期退学。1980年「釈教歌の研究」で大阪市立大学より文学博士の学位を取得。龍谷大学文学部助教授、教授、1988年退任、名誉教授、神戸女子大学教授。中世和歌が専門。
1999年、脳内出血のため死去。

## 著書
- 『釈教歌の研究 八代集を中心として』同朋舎出版 1980
- 『発心和歌集の研究』和泉書院 1983
- 『中世文学論の考究 中国詩・詩論の投影を中心として』臨川書店 1988
- 『古典文芸論考』新典社 1996

### 共編著
- 『一日一題国文学史の研究』谷山茂,塚原鉄雄共著 三省堂 1960
- 『日本の説話』藤井学,宗政五十緒共編 竜谷大学国文学会出版部 1964
- 『八代集新抄』共編 竜谷大学国文学会出版部 1968

## 論文
- <石原清志